# Daytime Emmy Awards 2012
La cerimonia della 39ª edizione dei Daytime Emmy Awards (39th Daytime Emmy Awards) si è tenuta al Beverly Hilton Hotel di Beverly Hills il 23 giugno 2012.
Le candidature erano state annunciate il 9 maggio 2012.

## Daytime Emmy Awards
Segue una lista delle principali categorie con i rispettivi candidati. I vincitori sono evidenziati in grassetto in cima all'elenco di ciascuna categoria.

### Soap opera

#### Miglior serie tv drammatica
- General Hospital
- Febbre d'amore (The Young and the Restless)
- La valle dei pini (All My Children)
- Il tempo della nostra vita (Days Of Our Lives)

#### Miglior attore in una serie tv drammatica
- Anthony Geary – General Hospital
- Maurice Benard – General Hospital
- John McCook – Beautiful (The Bold and the Beautiful)
- Darnell Williams – La valle dei pini (All My Children)
- Robert S. Woods – Una vita da vivere (One Life To Live)

#### Miglior attrice in una serie tv drammatica
- Heather Tom – Beautiful (The Bold and the Beautiful)
- Crystal Chappell – Il tempo della nostra vita (Days Of Our Lives)
- Debbie Morgan – La valle dei pini (All My Children)
- Erika Slezak – Una vita da vivere (One Life To Live)
- Laura Wright – General Hospital

#### Miglior attore non protagonista in una serie tv drammatica
- Jonathan Jackson – General Hospital
- Bradford Anderson – General Hospital
- Matthew Ashford – Il tempo della nostra vita (Days Of Our Lives)
- Sean Blakemore – General Hospital
- Jason Thompson – General Hospital

#### Miglior attrice non protagonista in una serie tv drammatica
- Nancy Lee Grahn – General Hospital
- Melissa Claire Eagan – La valle dei pini (All My Children)
- Genie Frances – Febbre d'amore (The Young and The Restless)
- Elizabeth Henderickson – Febbre d'amore (The Young and The Restless)
- Rebecca Herbst – General Hospital

#### Miglior giovane attore in una serie tv drammatica
- Chandler Massey – Il tempo della nostra vita (Days Of Our Lives)
- Eddie Alderson – Una vita da vivere (One Life To Live)
- Chad Duell – General Hospital
- Nathan Parsons – General Hospital

#### Miglior giovane attrice in una serie tv drammatica
- Christel Khalil – Febbre d'amore (The Young and The Restless)
- Molly Burnett – Il tempo della nostra vita (Days Of Our Lives)
- Shelley Hennig – Il tempo della nostra vita (Days Of Our Lives)
- Jacqueline MacInnes Wood – Beautiful (The Bold and the Beautiful)

#### Miglior team di registi di una serie tv drammatica
- General Hospital
- Beautiful (The Bold and the Beautiful)
- Febbre d'amore (The Young and The Restless)
- Una vita da vivere (One Life To Live)

#### Miglior team di sceneggiatori di una serie tv drammatica
- Il tempo della nostra vita (Days Of Our Lives)
- Febbre d'amore (The Young and The Restless)
- General Hospital
- La valle dei pini (All My Children)

### Programmi d'informazione e intrattenimento

#### Miglior talk show d'intrattenimento
- Live with Regis and Kelly
- The Ellen DeGeneres Show
- The Talk
- The View

#### Miglior talk show d'informazione
- The Dr. Oz Show
- Anderson
- The Doctors

#### Miglior presentatore di un talk show
- Regis Philbin e Kelly Ripa – Live with Regis and Kelly
- Anderson Cooper – Anderson
- Mehmet Öz – The Dr. Oz Show
- Rachael Ray – Rachael Ray
- Lisa Masterson, Jillian Michales, Andrew Ordon, Jim Sears, Travis Stork, Wendy Walsh – The Doctors

#### Miglior programma della mattina
- The Today Show
- Good Morning America

#### Miglior programma legale
- Last Shot with Judge Gunn
- America's Court with Judge Ross
- Judge Joe Brown
- We the People with Gloria Allred

#### Miglior programma lifestyle
- Cars.TV
- Chop Cut Rebuild
- The Martha Stewart Show
- My Generation
- Rough Cut

#### Miglior game show
- Jeopardy!
- BrainSurge
- Cash Cab
- Let's Make A Deal
- Wheel of Fortune
- Who Wants to Be a Millionaire?

#### Miglior presentatore di un game show
- Todd Newton – Family Game Night
- Ben Bailey – Cash Cab
- Wayne Brady – Let's Make a Deal
- Meredith Vieira – Who Wants to Be a Millionaire

#### Miglior programma culinario
- Bobby Flay's Barbecue Addiction
- Giada at Home
- Guy's Big Bite
- Sandwich King

#### Miglior presentatore di un programma culinario o lifestyle
- Sandra Lee – Semi-Homemade Cooking with Sandra Lee
- Giada De Laurentiis – Giada at Home
- Rick Bayless – Mexico One Plate at a Time with Rick Bayless
- Nate Berkus – The Nate Berkus Show
- Paula Deen – Paula's Best Dishes

## Premi speciali
- Lifetime Achievement Award: Bill Geddie